# Anampses

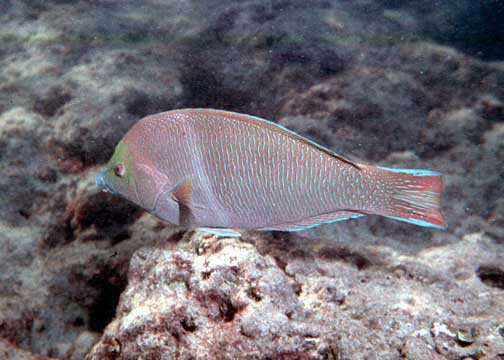
Anampses cuvier

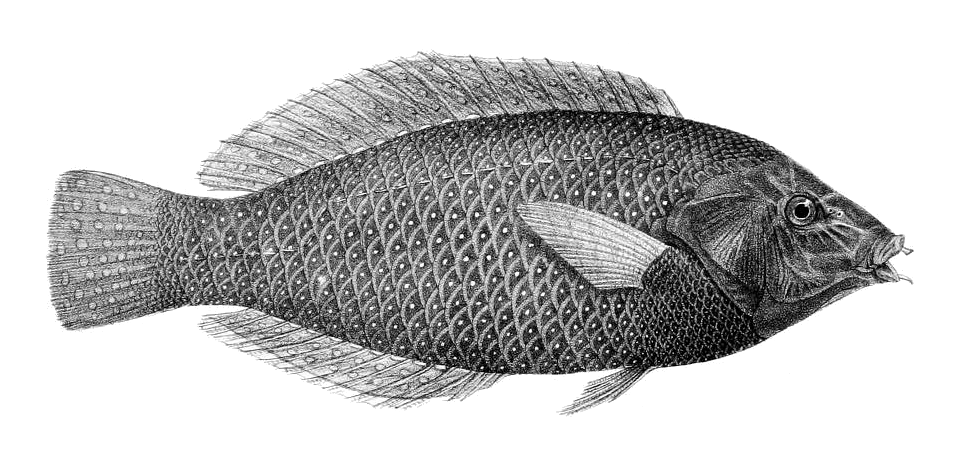
Anampses caeruleopunctatus

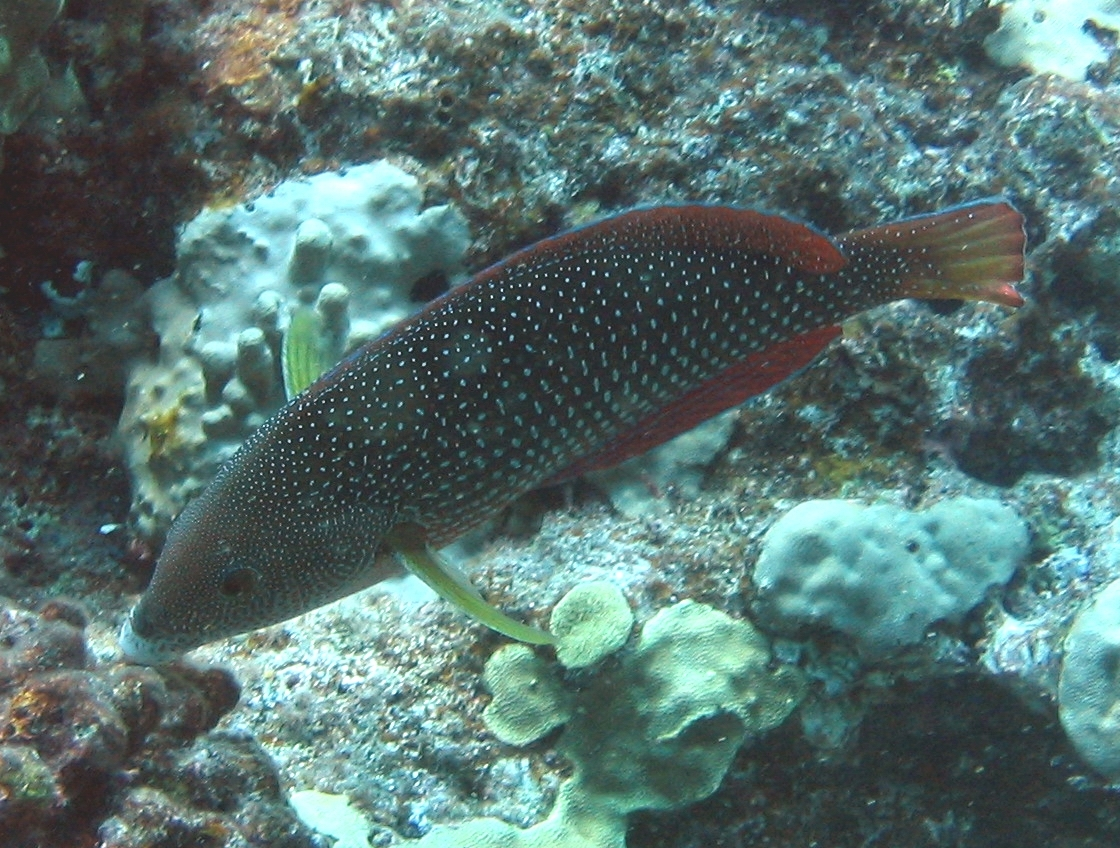
Anampses cuvier fotografiat al nord-oest de les Illes Hawaii.

Anampses és un gènere de peixos de la família dels làbrids i de l'ordre dels perciformes.

## Taxonomia
- Anampses caeruleopunctatus (Rüppell, 1829)
- Anampses chrysocephalus (Randall, 1958)
- Anampses cuvier (Quoy i Gaimard, 1824)
- Anampses elegans (Ogilby, 1889)
- Anampses femininus (Randall, 1972)
- Anampses geographicus (Valenciennes, 1840)
- Anampses lennardi (Scott, 1959)
- Anampses lineatus (Randall, 1972)
- Anampses melanurus (Bleeker, 1857)
- Anampses meleagrides (Valenciennes, 1840)
- Anampses neoguinaicus (Bleeker, 1878)
- Anampses twistii (Bleeker, 1856)
- Anampses viridis (Valenciennes, 1840)[1][2][3][4][5][6][7]